# Jelen
Jelen – marka serbskiego piwa wytwarzanego w browarze w Apatinie w Wojwodinie, a należąca do amerykańsko-kanadyjskiej grupy Molson Coors.
Lager sprzedawany pod marką Jelen Pivo to lider serbskiego rynku sprzedaży piwa. Eksportowany jest do Bośni i Hercegowiny, gdzie również jest liderem rynku, a także do Chorwacji, Macedonii Północnej, Austrii, Szwajcarii i Australii. Sprzedawane było w Bułgarii Czechach, Rumunii, na Słowacji i Węgrzech. Piwo Jelen jest laureatem wielu nagród, czy to krajowych (np. Najlepsze z Serbii 2010, Najlepsze Piwo z Wojwodiny itp.), czy też międzynarodowych, jak chociażby Monde Selection.

## Odmiany
Piwo Jelen wytwarzane jest w następujących odmianach (stan na 30.06.2024):
- Jelen Pivo – lager o zawartości alkoholu 4,6%[8].
- Jelen Fresh – piwo o obniżonej zawartości alkoholu (2%) z dodatkiem soku owocowego,
  - Limun – piwo z dodatkiem soku cytrynowego[9],
  - Grejp – piwo z dodatkiem soku grejpfrutowego[10],
  - Zova – piwo z dodatkiem soku z bzu[11].
- Jelen Cool – piwo bezalkoholowe (0,5%)[12].

## Sponsoring
W latach 2008–2015 Jelen był sponsorem tytularnym serbskiej Superligi piłkarskiej.